# Pinkpop/Line-ups
Die Liste der Bands des Pinkpops umfasst eine Aufzählung der Bands, die am Festival Pinkpop teilgenommen haben beziehungsweise für die nächsten Auflagen angekündigt sind.

## Übersicht

### Pinknick 1969
Die erste Ausgabe des Festivals fand unter dem Namen PinkNick auf Gulpenerberg am 26. Mai 1969 statt. Es handelte sich um ein Gratiskonzert mit folgenden Gruppen:
- Opus 23
- The Sharons
- KEEM
- Armand
- Geno's Blue Busters
- Static
- Relax
- Blitz & Whoom
- Soul Inspiration
- Doctor Loulou's Blues Clinic
- Brainbox

### Pinkpop 1970
Die erste Ausgabe des Festivals fand am 18. Mai 1970 vor rund 10.000 Besuchern statt.
- Golden Earring
- Keef Hartley
- George Baker Selection
- Dream Opus
- Livin’ Blues
- Mr. Albert Show

### Pinkpop 1971
Die zweite Ausgabe des Festivals fand am 31. Mai 1971 vor rund 16.000 Besuchern statt.
- Fleetwood Mac
- Hardin & York
- Shocking Blue
- Focus
- Forest
- CCC Inc
- Super Sister
- Brainbox

### Pinkpop 1972
Die dritte Ausgabe des Festivals fand am 22. Mai 1972 vor rund 26.000 Besuchern statt.
- Argent (Band)
- Incredible String Band
- Mungo Jerry
- Strawbs
- Focus
- Iain Matthews & Plainsong
- Michael Chapman

### Pinkpop 1973
Die dritte Ausgabe des Festivals fand am 11. Juni 1973 vor rund 26.000 Besuchern statt.
- Beck, Bogert & Appice
- Stealers Wheel
- Alquin
- Fairport Convention
- Colin Blunstone
- Wishbone Ash

### Pinkpop 1974
Die vierte Ausgabe des Festivals fand am 3. Juni 1974 vor rund 30.000 Besuchern statt.
- Status Quo
- Steeleye Span
- Rory Gallagher
- Fungus
- Captain Beefheart
- Steve Harley & Cockney Rebel

### Pinkpop 1975
Die fünfte Ausgabe des Festivals fand am 11. Juni 1975 vor rund 32.000 Besuchern statt.
- Jack Bruce Band feat. Carla Bley & Mick Taylor
- Nazareth
- Kevin Coyne Band
- Red, White & Blue
- Sailor
- Alan Stivell

### Pinkpop 1976
Die sechste Ausgabe des Festivals fand am 7. Juni 1976 vor rund 40.000 Besuchern statt.
- Uriah Heep
- Little Feat
- Outlaws
- Streetwalkers
- The Chieftains
- Jess Roden Band
- Sido Martens

### Pinkpop 1977
Die siebte Ausgabe des Festivals fand am 30. Mai 1977 vor rund 45.000 Besuchern statt.
- The Kinks
- Manfred Mann’s Earth Band
- Nils Lofgren
- Racing Cars
- Golden Earring
- Bothy Band
- Tom Petty & the Heartbreakers

### Pinkpop 1978

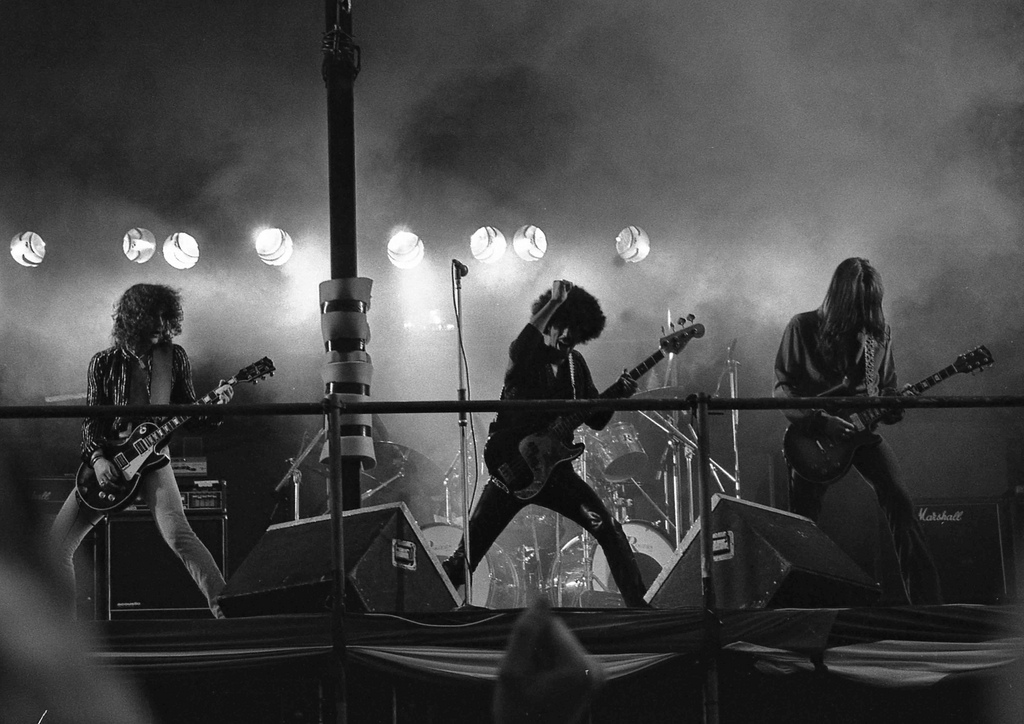
Thin Lizzy

Die achte Ausgabe des Festivals fand am 15. Mai 1978 vor rund 42.000 Besuchern statt.
- Thin Lizzy
- Graham Parker and the Rumour
- Journey
- Mothers Finest
- Robert Gordon & Link Wray
- Partner
- Jonathan Richman & The Modern Lovers

### Pinkpop 1979
Die neunte Ausgabe des Festivals fand am 4. Juni 1979 vor rund 50.000 Besuchern statt.
- Peter Tosh
- Rush
- Elvis Costello and the Attractions
- The Police
- Dire Straits
- Average White Band
- Massada

### Pinkpop 1980
Die zehnte Ausgabe des Festivals fand am 26. Mai 1980 vor rund 50.000 Besuchern statt.
- The Jam
- J. Geils Band
- Van Halen
- The Specials
- Joe Jackson Band
- Garland Jeffreys
- Raymond van 't Groenewoud and the Centimeters

### Pinkpop 1981

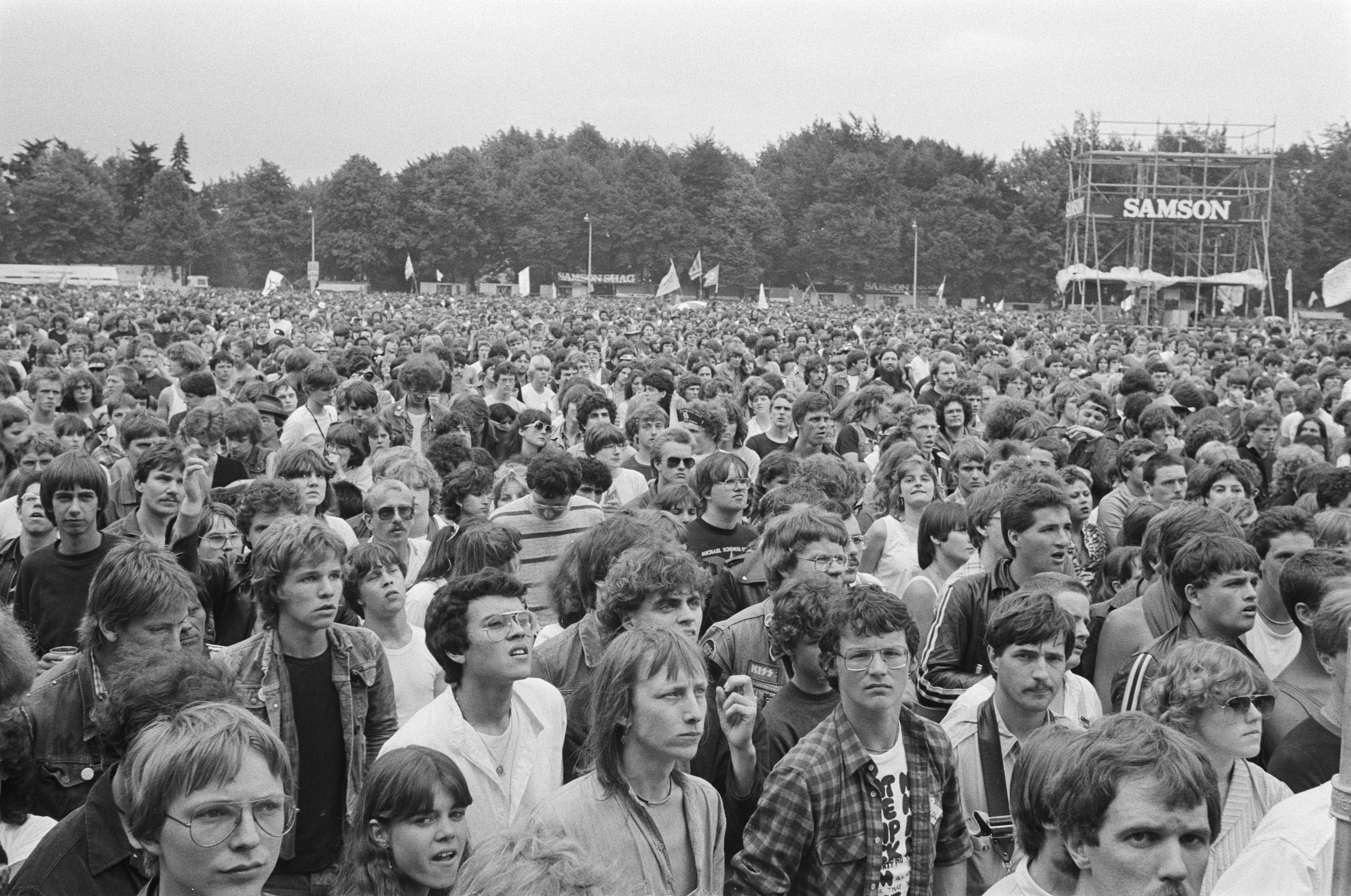
1981

Die elfte Ausgabe des Festivals fand am 8. Juni 1981 vor rund 50.000 Besuchern statt.
- Ian Dury & The Blockheads
- UB40
- Madness
- Fischer Z
- U2
- Michael Schenker Group
- New Adventures

### Pinkpop 1982
Die zwölfte Ausgabe des Festivals fand am 31. Mai 1982 vor rund 30.000 Besuchern statt.
- ZZ Top
- Mink DeVille
- Saga
- Y&T
- Au Pairs
- Kid Creole & The Coconuts
- Doe Maar

### Pinkpop 1983
Die 13. Ausgabe des Festivals fand am 23. Mai 1983 vor rund 40.000 Besuchern statt.
- Doe Maar
- Simple Minds
- Gary Moore
- Nena
- Men at Work
- TC Matic
- Fun Boy Three
- Janse Bagge Bend

### Pinkpop 1984
Die 14. Ausgabe des Festivals fand am 11. Juni 1984 vor rund 20.000 Besuchern statt.
- Jimmy Cliff
- Big Country
- John Hiatt & Band
- Marillion
- Dio
- The Pretenders
- Wang Chung
- Billy Bragg
- Rick Nolov Band

### Pinkpop 1985
Die 15. Ausgabe des Festivals fand am 27. Mai 1985 vor rund 15.000 Besuchern statt.
- Steel Pulse
- Yngwie Malmsteen
- King
- Stranglers
- China Crisis
- Chris Rea
- Jason & The Scorchers
- Gaga

### Pinkpop 1986
Die 16. Ausgabe des Festivals fand am 19. Mai 1986 vor rund 50.000 Besuchern statt.
- The Cure
- The Cult
- The Waterboys
- Cock Robin
- Fine Young Cannibals
- Blue Murder
- Claw Boys Claw
- Howard Hughes and the Western Approaches
- Blow Monkeys
- Gé Reinders and Friends

### Pinkpop 1987

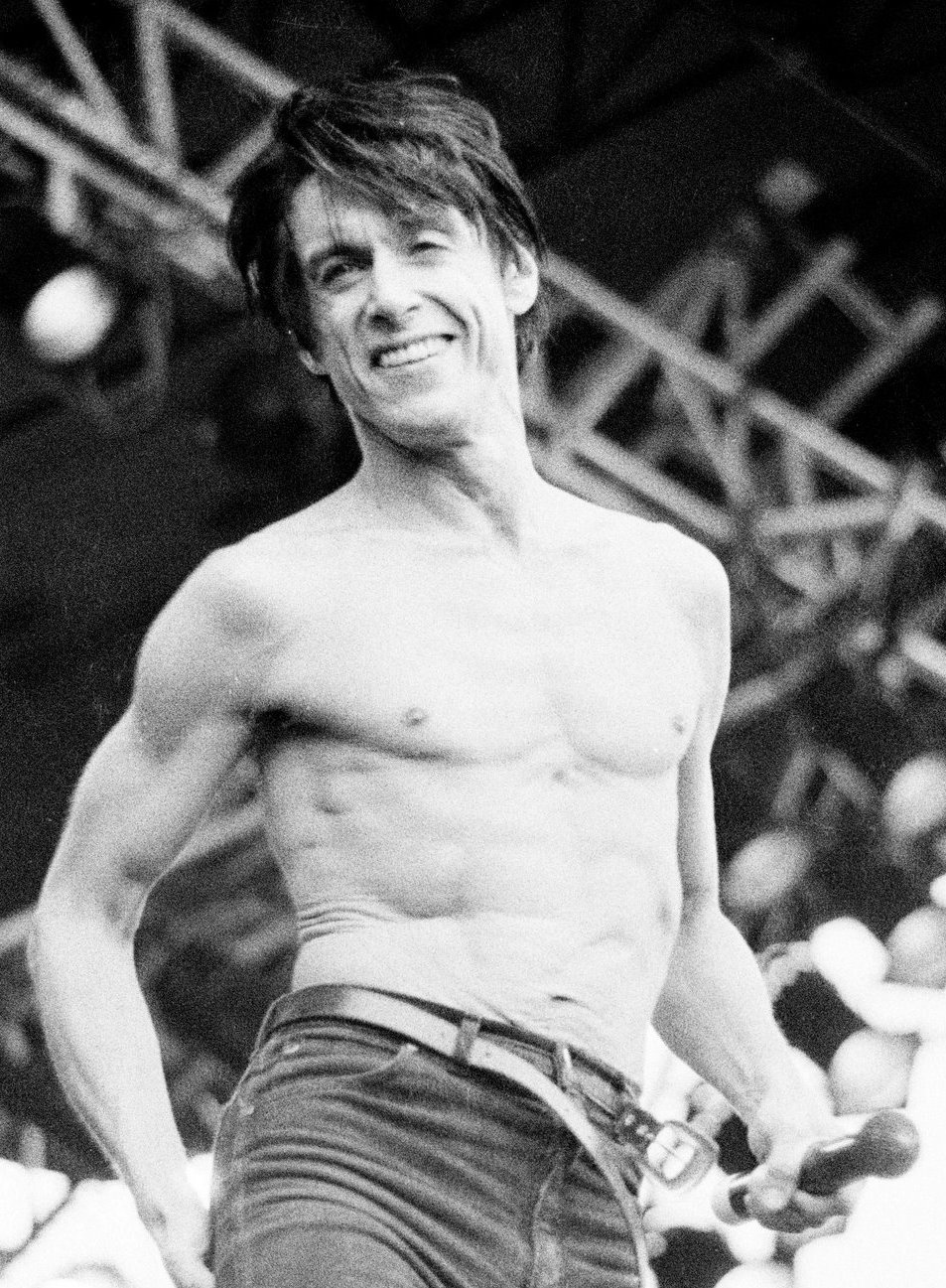
Iggy Pop 1987

Die 17. Ausgabe des Festivals fand am 8. Juni 1987 vor rund 32.000 Besuchern statt.
- Lou Reed
- Echo & The Bunnymen
- The Communards
- Hüsker Dü
- In Tua Nua
- Chris Isaak
- Iggy Pop
- Lone Justice
- Fatal Flowers

### Pinkpop 1988
Die 18. Ausgabe des Festivals fand am 23. Mai 1988 vor rund 36.000 Besuchern statt.
- Joe Cocker
- Sinéad O’Connor
- The Christians
- The Pogues
- Aswad
- Herman Brood & His Wild Romance
- The Godfathers
- Red Hot Chili Peppers
- The Rainbirds

### Pinkpop 1989
Die 19. Ausgabe des Festivals fand am 15. Mai 1989 vor rund 40.000 Besuchern statt.
- R.E.M.
- Marc Almond with La Magia
- Tanita Tikaram
- John Hiatt & The Goners
- Jeff Healey Band
- The Nits
- Pixies
- Rory Block
- Elvis Costello
- Fishbone

### Pinkpop 1990
Die 20. Ausgabe des Festivals fand am 4. Juni 1990 vor rund 42.500 Besuchern statt.
- The Mission
- Van Morrison & Band + Candy Dulfer
- Red Hot Chili Peppers
- Texas
- Melissa Etheridge
- Nick Cave & The Bad Seeds
- Urban Dance Squad
- Neville Brothers
- Mano Negra
- The Black Crowes

### Pinkpop 1991
Die 21. Ausgabe des Festivals fand am 20. Mai 1991 vor rund 53.500 Besuchern statt.
- Happy Mondays
- Lenny Kravitz
- Living Colour
- Joe Jackson
- An Emotional Fish
- Luka Bloom
- Primus
- Tröckener Kecks
- Walter Trout Band
- The Tragically Hip

### Pinkpop 1992
Die 22. Ausgabe des Festivals fand am 8. Juni 1992 vor rund 55.300 Besuchern statt.
- Lou Reed
- The Cult
- Pearl Jam
- David Byrne
- Soundgarden
- Family Stand
- Rowwen Hèze
- PJ Harvey
- Buffalo Tom
- Hallo Venray

### Pinkpop 1993

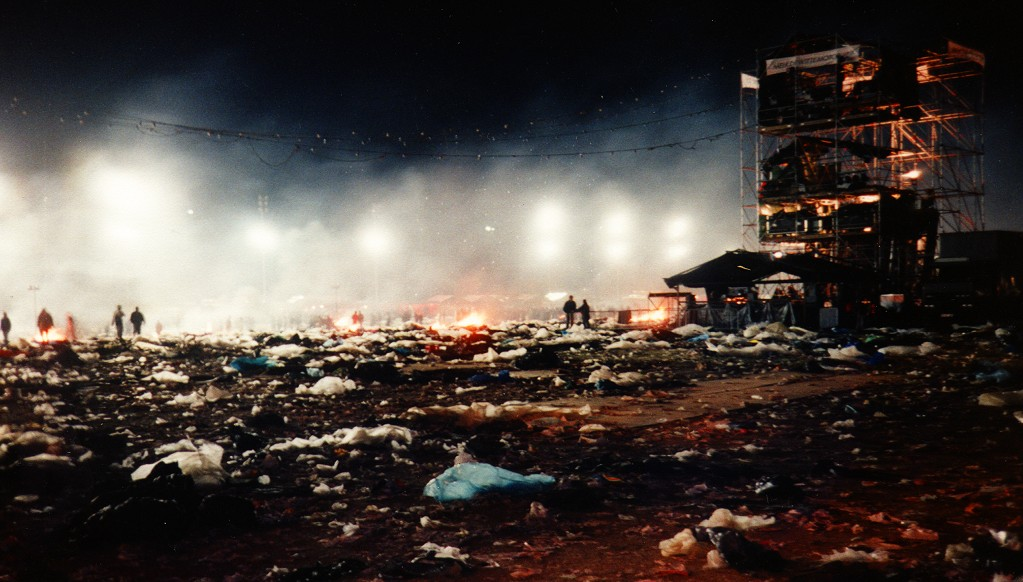
Nach dem Ende 1993

Die 23. Ausgabe des Festivals fand am 31. Mai 1993 vor rund 64.300 Besuchern statt.
- The Black Crowes
- Lenny Kravitz
- Living Colour
- Claw Boys Claw
- The Jayhawks
- Rage Against the Machine
- Bettie Serveert
- Thelonious Monster
- The Red Devils

### Pinkpop 1994
Die 24. Ausgabe des Festivals fand erstmals an zwei Tagen statt. Mit dem ersten PinkNick 1969 wurde diese Ausgabe zur 25-jährigen Jubiläumsveranstaltung erklärt und fand am 22. und 23. Mai 1994 vor rund 64.300 Besuchern statt.
| Tag              | Rocking Kolonia                                                                         | Zuidpodium | Nordpodium                                                     |
| ---------------- | --------------------------------------------------------------------------------------- | --- | -------------------------------------------------------------- |
| Sonntag, 22. Mai | - Gorefest - Chris Isaak - Richard Thompson & Band - Prong - The Posies - Senser - Nemo | |                                                                |
| Montag, 22. Mai  |                                                                                         | - The Orb - Rage Against the Machine - Björk - Smashing Pumpkins - Crowded House - Urban Dance Squad - The Breeders - Soul Asylum - Therapy? - The Afghan Whigs - The Levelers - Morphine - Daryll Ann | - Galliano - The Charlatans - Cracker - Dulfer - Prodigal Sons |

### Pinkpop 1995
Das Pinkpop 1995 fand am 4. und 5. Mai 1995 vor rund 49.300 Besuchern statt.
| Tag              | Rocking Kolonia | Zuidpodium | Nordpodium |
| ---------------- | --- | --- | --- |
| Sonntag, 4. Juni | - Type O Negative - The Jayhawks - Sick of It All - Del Amitri - Dog Eat Dog - Teenage Fanclub - Osdorp Posse - De Heideroosjes | | |
| Montag, 5. Juni  | | - Sinéad O’Connor - The Levellers - Faith No More - Biohazard - The Tragically Hip - Rollins Band - Bettie Serveert - Live - Shane MacGowan & The Popes - dEUS - Spearhead - Pete Droge | - Danzig - Van Dik Hout - Slash’s Snakepit - Bad Religion - G. Love & Special Sauce - Heather Nova - Hootie & The Blowfish - Dave Matthews Band |

### Pinkpop 1996
Das Pinkpop 1996 fand erstmals dreitägig vom 25. bis zum 27. Mai statt. Insgesamt nahmen 59.000 Besucher an der veranstaltung teil.
| Tag              | Tent                                                                                                   | Zuidpodium | Nordpodium                                                                                       |
| ---------------- | --- | --- | ------------------------------------------------------------------------------------------------ |
| Samstag, 25. Mai | - Lionrock - Ocean Colour Scene - Fun Lovin’ Criminals                                                 | | - Undeclinable Ambuscade - Brotherhood Foundation - CIV - Osdorp Posse - Dog Eat Dog             |
| Sonntag, 26. Mai | - Leftfield - Fugees - Moloko - Treble Spankers - Easy Aloha's - Moondog Jr - Fun Lovin’ Criminals     | | - Pennywise - Butthole Surfers - Life of Agony - The Gathering - Hedningarna - Wicked Wonderland |
| Montag, 27. Mai  | - DJ PA - Eboman - DJ Who Cares - Chemical Brothers - DJ Angelo - Orbital - DJ Dave Clark - Underworld | - The Prodigy - Rage Against the Machine - Alanis Morissette - Therapy? - Sepultura - Dog Eat Dog - The Presidents of the USA - De Heideroosjes | - Radiohead - K's Choice - Bush - Skunk Anansie - Rancid - Metal Molly - Dave Matthews Band      |

### Pinkpop 1997
Das Pinkpop 1997 fand vom 17. bis zum 19. Mai statt. Insgesamt nahmen 49.200 Besucher an der Veranstaltung teil.
| Tag              | Tent                                                                            | Zuidpodium                                                                                    | Nordpodium                                                                    |
| ---------------- | ------------------------------------------------------------------------------- | --------------------------------------------------------------------------------------------- | ----------------------------------------------------------------------------- |
| Samstag, 17. Mai | - Cooler Than Jesus - Johan - Death in Vegas - The Roots - DJ DAB               |                                                                                               | - Republica - Marilyn Manson - Korn - DJ John                                 |
| Sonntag, 18. Mai | - Beth Orton - DJ L-Dopa - Lamb - DJ Lady Aida - Faithless - DJ Hype - System 7 |                                                                                               | - Limp Bizkit - Placebo - Descendents - Rammstein - Osdorp Posse - The Orb    |
| Montag, 19. Mai  | - Cake - Skik - Morphine - Atari Teenage Riot                                   | - Fountains of Wayne - Silverchair - The Gathering - Kula Shaker - Osdorp Posse - Live - Beck | - Nada Surf - Eels - Supergrass - Tracy Bonham - Counting Crows - dEUS - Bush |

### Pinkpop 1998
Das Pinkpop 1998 fand vom 30. Mai bis zum 1. Juni statt. Insgesamt nahmen 51.500 Besucher an der Veranstaltung teil.
| Tag              | Roskilde-Tent                                                      | 3FM-tent                                                                         | Hoofdpodium                                                                                   |
| ---------------- | ------------------------------------------------------------------ | -------------------------------------------------------------------------------- | --------------------------------------------------------------------------------------------- |
| Samstag, 30. Mai | - Itchy Bitchy - Girls Against Boys - Primus                       | - Supersub - Ozric Tentacles - Zion Train                                        |                                                                                               |
| Sonntag, 31. Mai | - Caesar - The Posies - The Dandy Warhols - Skik - Van Dik Hout    | - Bentley Rhythm Ace - Moby - Tricky - Reprazent & Roni Size                     |                                                                                               |
| Montag, 1. Juni  | - Ocean Colour Scene - Faithless - Tori Amos - Junkie XL - Garbage | - Artificial Joy Club - Grandaddy - Spiritualized - 16 Horsepower - Tindersticks | - Eagle-Eye Cherry - Deftones - Anouk - NOFX - K’s Choice - The Smashing Pumpkins - The Verve |

### Pinkpop 1999
Das Pinkpop 1999 fand vom 22. bis zum 24  Mai statt. Insgesamt nahmen 61.250 Besucher an der Veranstaltung teil.
| Tag              | Roskilde-Tent                                                               | 3FM-tent                                                                          | Hoofdpodium |
| ---------------- | --------------------------------------------------------------------------- | --------------------------------------------------------------------------------- | --- |
| Samstag, 22. Mai | - Band Zonder Banaan - Frank Black & The Catholics - Afro Celt Sound System | - Right Direction - Idlewild - System of a Down - Nashville Pussy                 | |
| Sonntag, 23. Mai | - DAAU - Luka Bloom - Rowwen Hèze - Soulfly - Urban Dance Squad             | - Presence - Postmen - Lamb - DJ Eddy de Clercq - Red Snapper                     | - Underworld |
| Montag, 24. Mai  | - Shawn Mullins - De Heideroosjes - Jewel - Lauryn Hill - Kula Shaker       | - Kashmir - Sebadoh - Zita Swoon - The Jon Spencer Blues Explosion - Heather Nova | - Ilse DeLange - Soulwax - Manic Street Preachers - Robbie Williams - Skunk Anansie - Alanis Morissette - Faithless |

### Pinkpop 2000
Das Pinkpop 2000 fand vom 10. bis zum 12. Juni statt. Insgesamt nahmen 66.300 Besucher an der Veranstaltung teil.
| Tag               | 3FM-tent                                                                       | Noordpodium                                                                       | Hoofdpodium                                         |
| ----------------- | ------------------------------------------------------------------------------ | --------------------------------------------------------------------------------- | --------------------------------------------------- |
| Samstag, 10. Juni | - Dead Punk Society - The Get Up Kids - Caesar                                 | - The Tea Party - Bush - Oasis                                                    |                                                     |
| Sonntag, 11. Juni | - Lais - Green Lizard - Spookrijders - Def Rhymz - Laurent Garnier - Junkie XL | - Andreas Johnson - Tracy Bonham - Novastar - Krezip - Guano Apes - 16 Horsepower |                                                     |
| Montag, 12. Juni  | - Madrugada - Muse - Arid - Gomez - Travis                                     | - The The - Die Toten Hosen - Postmen - Counting Crows - Kane                     | - Venice - De Dijk - Korn - Pearl Jam - Live - Moby |

### Pinkpop 2001
Das Pinkpop 2001 fand vom 2. bis zum 4. Juni statt. Insgesamt nahmen 64.200 Besucher an der Veranstaltung teil.
| Tag              | 3FM-tent                                                  | Noordpodium                                                             | Zuidpodium                                                                            |
| ---------------- | --------------------------------------------------------- | ----------------------------------------------------------------------- | ------------------------------------------------------------------------------------- |
| Samstag, 2. Juni | - Concubine - Queens of the Stone Age - Within Temptation | - Dreadlock Pussy - Michael Franti & Spearhead - Krezip                 |                                                                                       |
| Sonntag, 3. Juni | - Das Pop - Brainpower - OutKast - St Germain - Johan     | - Ellen ten Damme - Green Lizard - Papa Roach - Zita Swoon - K’s Choice |                                                                                       |
| Montag, 4. Juni  | - JJ72 - The Hives - Toploader - Tindersticks - Tool      | - Lifehouse - Stereophonics - Postmen - The Offspring - Basement Jaxx   | - Semisonic - 3 Doors Down - Anouk - Manic Street Preachers - Limp Bizkit - Radiohead |

### Pinkpop 2002
Das Pinkpop 2001 fand vom 18. bis zum 20. Mai statt. Insgesamt nahmen 63.345 Besucher an der Veranstaltung teil.
| Tag              | 3FM-tent                                                                        | Noordpodium                                                                  | Zuidpodium                                               |
| ---------------- | ------------------------------------------------------------------------------- | ---------------------------------------------------------------------------- | -------------------------------------------------------- |
| Samstag, 18. Mai | - Supergroover - After Forever - Groove Armada                                  | - P.O.D. - Bush                                                              | - Heather Nova - Live                                    |
| Sonntag, 19. Mai | - An Pierlé - Super Furry Animals - E-Life - Zero 7                             | - Racoon - Di-rect - Alien Ant Farm - Def P & Beatbusters - Dropkick Murphys | - Lamb - Faithless                                       |
| Montag, 20. Mai  | - Daryll Ann - Black Rebel Motorcycle Club - Beef - Starsailor - Sergent Garcia | - Millionaire - Morgan Heritage - Gomez - Macy Gray - System of a Down       | - Arid - Jewel - Kane - Muse - Lenny Kravitz - Rammstein |

### Pinkpop 2003
Das Pinkpop 2003 fand vom 7. bis zum 9. Juni statt. Insgesamt nahmen 47.530 Besucher an der Veranstaltung teil.
| Tag              | 3FM-tent                                                                     | Noordpodium                                                                             | Zuidpodium                                                                          |
| ---------------- | ---------------------------------------------------------------------------- | --------------------------------------------------------------------------------------- | ----------------------------------------------------------------------------------- |
| Samstag, 7. Juni | - Liftid - Tom McCrea - Skin                                                 | - Junior Senior - Deftones - Placebo - Moby                                             |                                                                                     |
| Sonntag, 8. Juni | - Silkstone - Ozark Henry - The Eighties Matchbox B-Line Disaster - Zuco 103 | - Peter Pan Speedrock - Flogging Molly - Lifehouse - The Dandy Warhols - Counting Crows | - Anouk - Massive Attack                                                            |
| Montag, 9. Juni  | - Relax - Danko Jones - Röyksopp - Moloko - Saybia                           | - Solomon Burke - Ilse DeLange - Zwangeregere - Audioslave - Junkie XL & Guests         | - Beef - The Cardigans - Krezip - Queens of the Stone Age - Evanescence - Manu Chao |

### Pinkpop 2004
Das Pinkpop 2004 fand vom 29. bis zum 31. Mai statt. Insgesamt nahmen 36.000 Besucher an der Veranstaltung teil.
| Tag              | 3FM-tent                                                                         | Noordpodium                                                | Zuidpodium                                                                          |
| ---------------- | -------------------------------------------------------------------------------- | ---------------------------------------------------------- | ----------------------------------------------------------------------------------- |
| Samstag, 29. Mai | - ADHD - The Sheer - Vive la Fête                                                | - 37 Stabwoudz - Roy Paci - Hoobastank - HIM               |                                                                                     |
| Sonntag, 3. Juni | - Kaizers Orchestra - T.Raumschmiere - Audio Bullys - Dave Clark - After Forever | - Seeed - Less Than Jake - The Rasmus - Pixies - Tiësto    |                                                                                     |
| Montag, 4. Juni  | - Novastar - The Thrills - Goldfrapp - Ojos de Brujo - Starsailor                | - The Datsuns - Franz Ferdinand - Jet - The Roots - Moloko | - Wealthy Beggar - Sugababes - The Black Eyed Peas - N.E.R.D - Lenny Kravitz - Muse |

### Pinkpop 2005

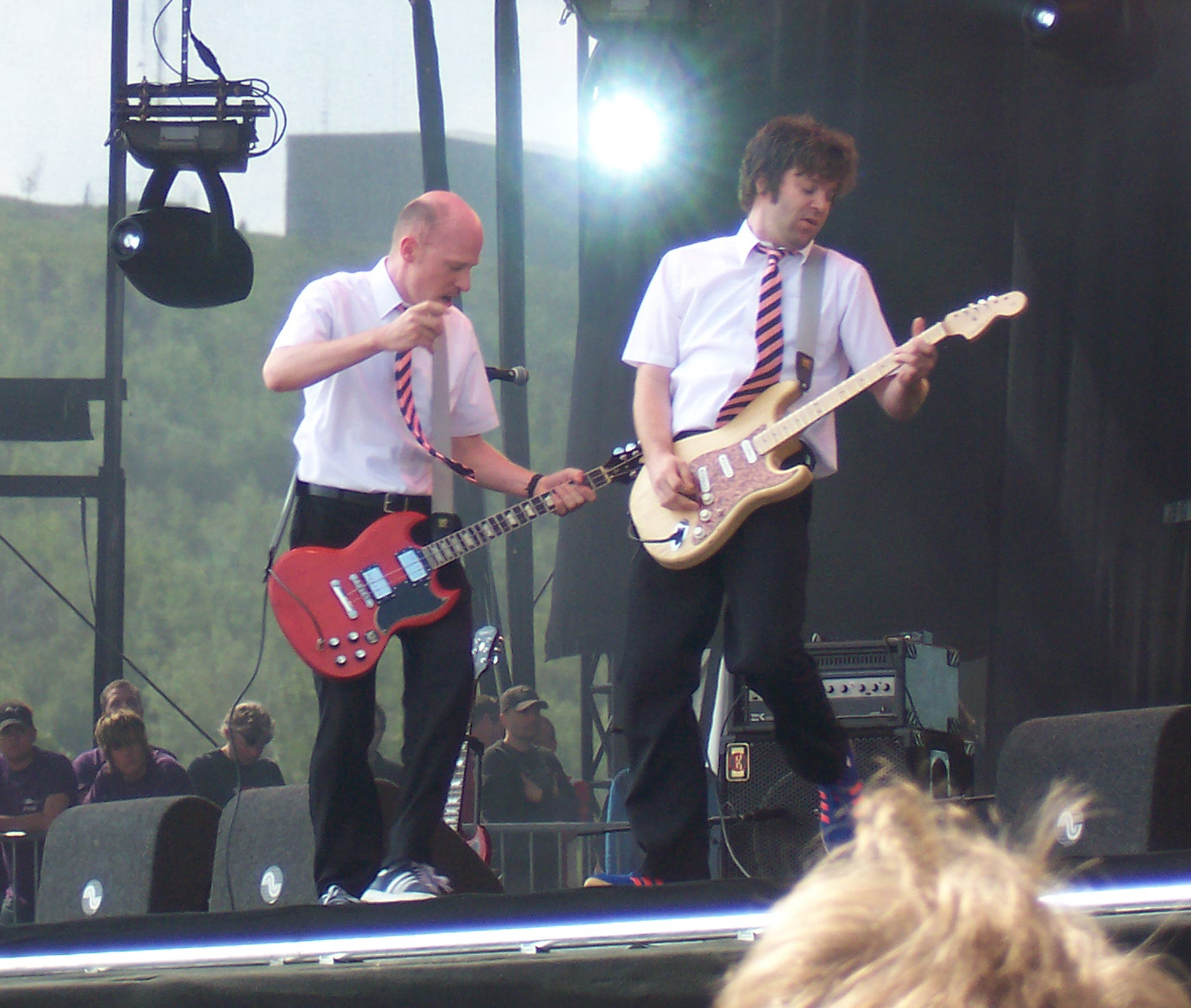
The Presidents of the USA (2005)

Das Pinkpop 2005 fand vom 14. bis zum 16. Mai statt. Insgesamt nahmen 20.000 Besucher an der Veranstaltung teil.
| Tag              | 3FM-tent                                                   | Hoofdpodium                                                                                                 | John Peel Stage                                                               |
| ---------------- | ---------------------------------------------------------- | --- | ----------------------------------------------------------------------------- |
| Samstag, 14. Mai | - The Coral - Rowwen Hèze - Epica                          | - Mindfold - Intwine - Millencolin - The Chemical Brothers                                                  |                                                                               |
| Sonntag, 3. Juni | - Moneybrother - Madrugada - The Frames - De Heideroosjes  | - Molotov - Sick of It All - Beef - Within Temptation                                                       |                                                                               |
| Montag, 4. Juni  | - Wir sind Helden - Di-rect - Cake - Apocalyptica - Saybia | - The Presidents of the United States of America - Beth Hart - Novastar - Golden Earring - Kane - Faithless | - Triggerfinger - Thirteen Senses - Kaiser Chiefs - Bloc Party - Gabriel Ríos |

### Pinkpop 2006

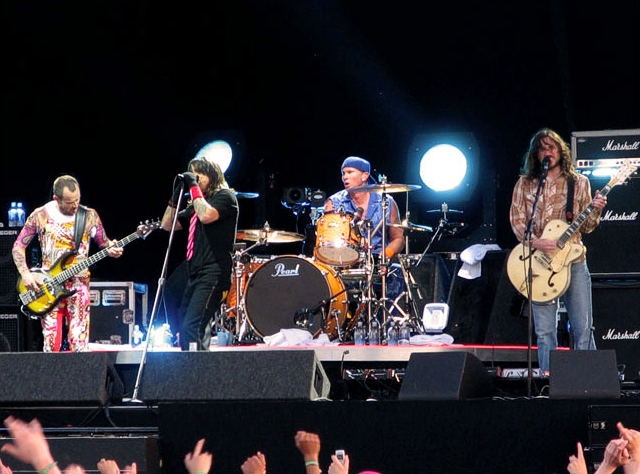
Die Red Hot Chili Peppers live

Wie angekündigt fanden 2006 die beiden großen Festivals Rock am Ring und PinkPop wieder zeitgleich am Pfingstwochenende (3. bis 5. Juni) statt. Mit insgesamt 68.000 Zuschauern konnte der Veranstalter am Ende des letzten Tages auch ein ausverkauftes Festival vermelden.
| Tag              | 3FM-stage                                                  | Mainstage                                                                     | BUMA Stage/John Peel Stage                                               |
| ---------------- | ---------------------------------------------------------- | ----------------------------------------------------------------------------- | ------------------------------------------------------------------------ |
| Samstag, 3. Juni | - Kubb - Admiral Freebee - Paul Weller                     | - The Dresden Dolls - Nelly Furtado - Kaiser Chiefs - Placebo                 | - Alize - Mo'Jones - Kraak & Smaak                                       |
| Sonntag, 4. Juni | - VanKatoen - Dredg - Danko Jones - Alter Bridge           | - Kashmir - Bloodhound Gang - Racoon - DEUS - Tool                            | - The Rakes - The Zutons - Infadels - Hooverphonic                       |
| Montag, 5. Juni  | - Soulfly - David Gray - Deftones - Nickelback - Morrissey | - Pete Murray - Skin - Bløf - Keane - Franz Ferdinand - Red Hot Chili Peppers | - Living Things - Jamie Lidell - Editors - The Flaming Lips - Opgezwolle |

### Pinkpop 2007

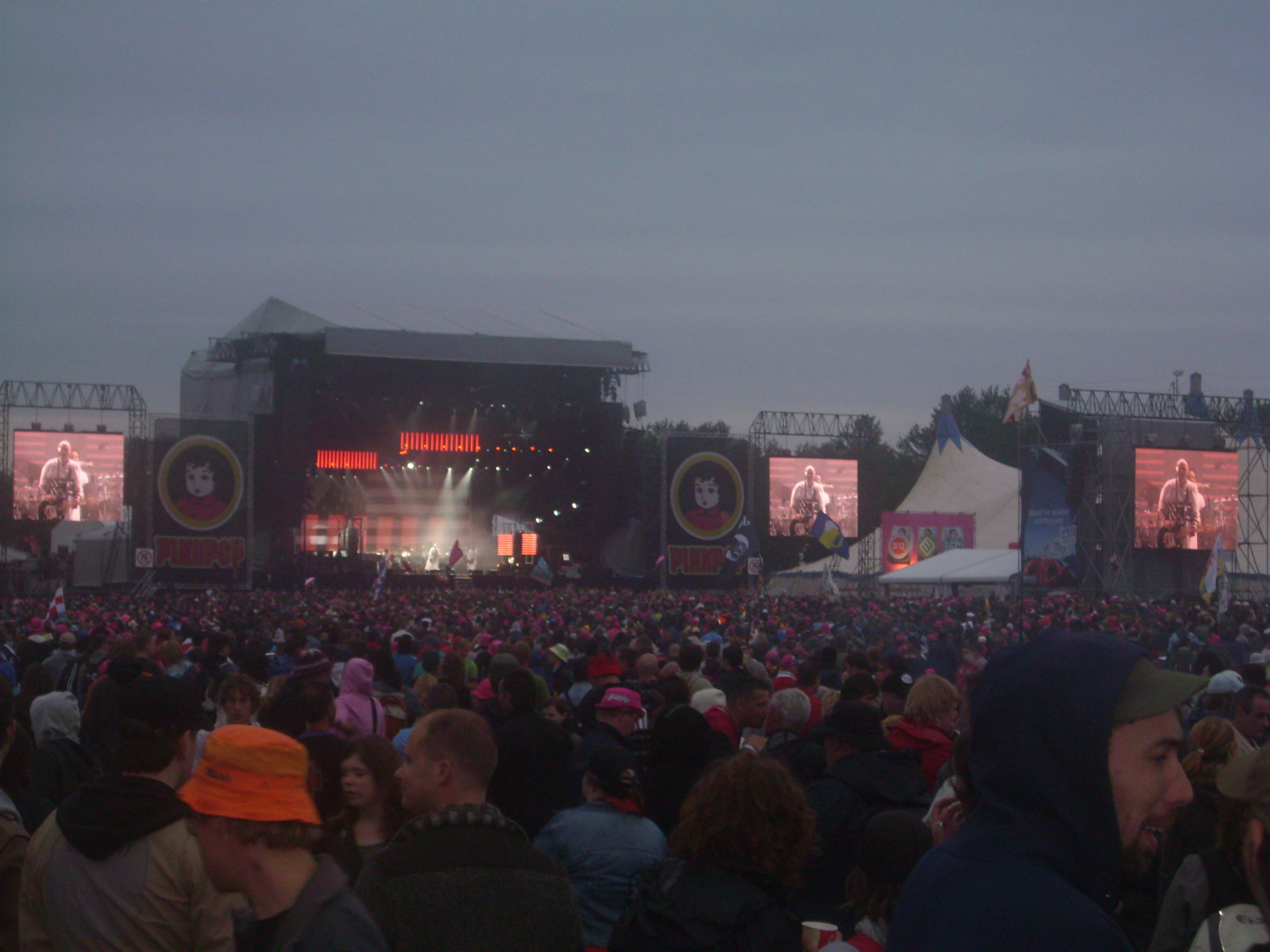
Smashing Pumpkins (2007)

Im Jahr 2007 fand das Festival vom 26. bis 28. Mai statt. Insgesamt nahmen 62.500 Besucher teil.
| Tag              | 3FM-stage                                                                       | Mainstage                                                                                             | BUMA Stage/John Peel Stage                                                     |
| ---------------- | ------------------------------------------------------------------------------- | --- | ------------------------------------------------------------------------------ |
| Samstag, 26. Mai | - Noisettes - Wir sind Helden - Good Charlotte                                  | - Goose - Juliette and the Licks - Within Temptation - Marilyn Manson                                 | - Viberider - Stevie Ann - C-Mon & Kypski                                      |
| Sonntag, 27. Mai | - Ozark Henry - Gogol Bordello - Ilse DeLange - Lostprophets                    | - Gabriel Ríos - Razorlight - Iggy and The Stooges - Snow Patrol - Muse                               | - The Nightwatchman - Paolo Nutini - Maxïmo Park - Krezip                      |
| Montag, 28. Mai  | - Thirty Seconds to Mars - Stone Sour - Dave Matthews Band - Korn - Evanescence | - The Fratellis - Wolfmother - Scissor Sisters - Arctic Monkeys - Linkin Park - The Smashing Pumpkins | - Five O'Clock Heroes - The Magic Numbers - Maria Mena - Macy Gray - The Kooks |

### Pinkpop 2008
Im Jahr 2008 fand das Festival vom 30. Mai bis 1. Juni statt. Insgesamt nahmen 94.000 Besucher teil, ein neuer Besucherrekord.
| Tag              | 3FM-stage                                                                        | Mainstage | GMnext Stage                                                        |
| ---------------- | -------------------------------------------------------------------------------- | --- | ------------------------------------------------------------------- |
| Samstag, 30. Mai | - Sat2D - Animal Alpha - Alter Bridge                                            | - Flogging Molly - Incubus - Metallica                                                                           | - From First to Last - Jonathan Davis - Porcupine Tree              |
| Sonntag, 31. Mai | - Air Traffic - Bad Religion - Eagles of Death Metal - Stereophonics - The Verve | - Moke - KT Tunstall - Editors - Kaiser Chiefs - Foo Fighters                                                    | - Blood Red Shoes - Voicst - Amy Macdonald - Groove Armada          |
| Montag, 1. Juni  | - The Wombats - Cavalera Conspiracy - The Hives - Serj Tankian - Counting Crows  | - Fiction Plane - Gavin DeGraw - Racoon - Alanis Morissette - Queens of the Stone Age - Rage Against the Machine | - Patrick Watson - Kate Nash - Pete Murray - Saybia - Róisín Murphy |

### Pinkpop 2009

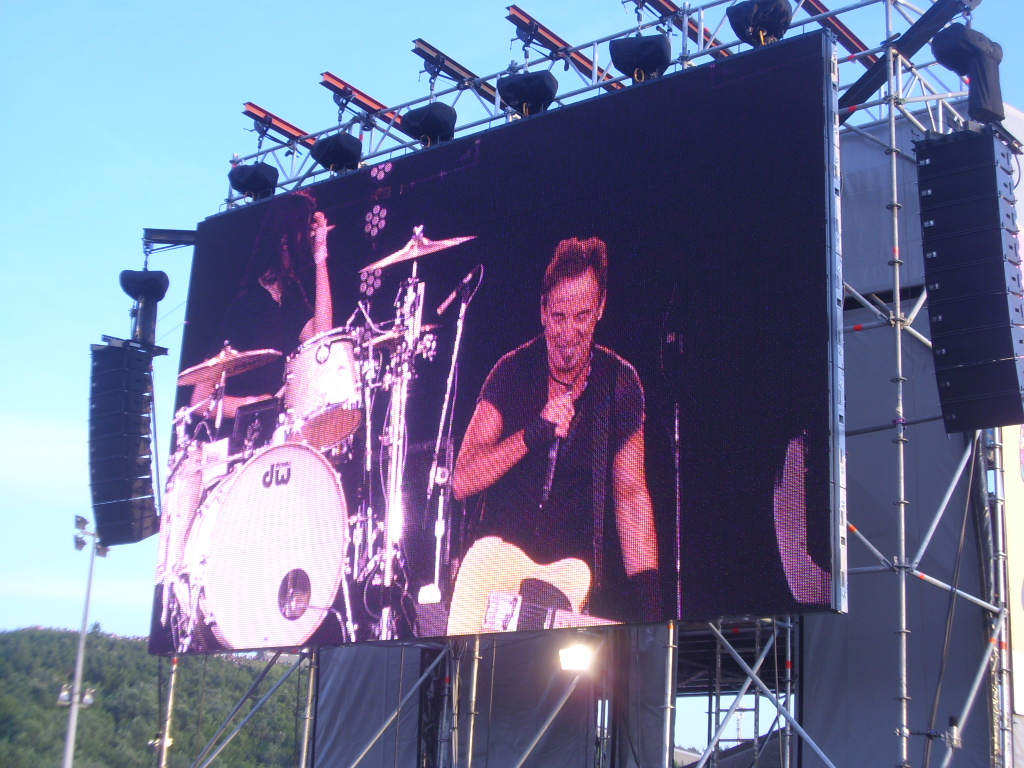
Bruce Springsteen (2009)

Im Jahr 2009 fand das Festival 30. Mai bis 1. Juni statt. Insgesamt nahmen 90.000 Besucher teil.
| Tag              | Tentstage                                                                                | Mainstage                                                                                | 3FM Stage                                                                       |
| ---------------- | ---------------------------------------------------------------------------------------- | ---------------------------------------------------------------------------------------- | ------------------------------------------------------------------------------- |
| Samstag, 30. Mai | - Noisettes - Just Jack - Dr. Lektroluv                                                  | - Chris Cornell - The Killers - Bruce Springsteen & The E-Street Band                    | - Kings of the Day - Me First and the Gimme Gimmes - Elbow                      |
| Sonntag, 31. Mai | - You Me at Six - Kyteman’s Hiphop Orkest - The Rifles - White Lies - Pendulum           | - Milow - Volbeat - Madness - Krezip - Placebo                                           | - De Staat - Rowwen Hèze - Maria Mena - James Morrison - Keane                  |
| Montag, 1. Juni  | - The All-American Rejects - Hollywood Undead - The Script - Katy Perry - The Ting Tings | - The Gaslight Anthem - Novastar - Amy Macdonald - Franz Ferdinand - Anouk - Snow Patrol | - Shinedown - Mando Diao - Billy Talent - De Jeugd Van Tegenwoordig - The Kooks |

### Pinkpop 2010

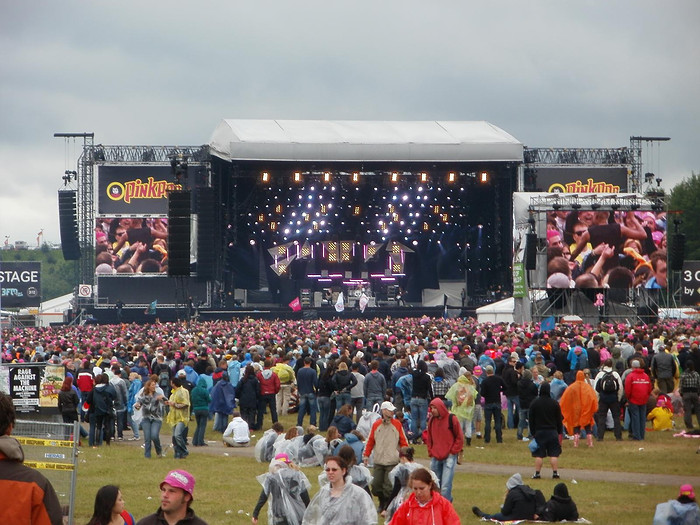
Hauptbühne 2010

Im Jahr 2010 fand das Festival 28. Mai bis 30. Mai statt. Insgesamt nahmen 72.100 Besucher teil.
| Tag              | Converse Stage                                                                  | Mainstage                                                                            | 3FM Stage                                        |
| ---------------- | ------------------------------------------------------------------------------- | ------------------------------------------------------------------------------------ | ------------------------------------------------ |
| Samstag, 28. Mai | - Sungrazer - The Black Box Revelation - Gossip                                 | - Epica - Kasabian - Motörhead - Rammstein                                           | - The Opposites - The Temper Trap - Paolo Nutini |
| Sonntag, 29. Mai | - Everything Everything - Kitty, Daisy & Lewis - Caro Emerald - 2 Many DJs      | - Moke & Metropole Orkest - C-Mon & Kypsi - Mando Diao - Editors - Green Day         | - Ryan Shaw - Destine - Biffy Clyro - John Mayer |
| Montag, 1. Juni  | - DeWolff - General Fiasco - Yeasayer - Florence + the Machine - Gogol Bordello | - The Maccabees - Danko Jones - Skunk Anansie - Triggerfinger - Pixies - The Prodigy | - John Allen - Kate Nash - Slash - Mika - Pink   |

### Pinkpop 2011

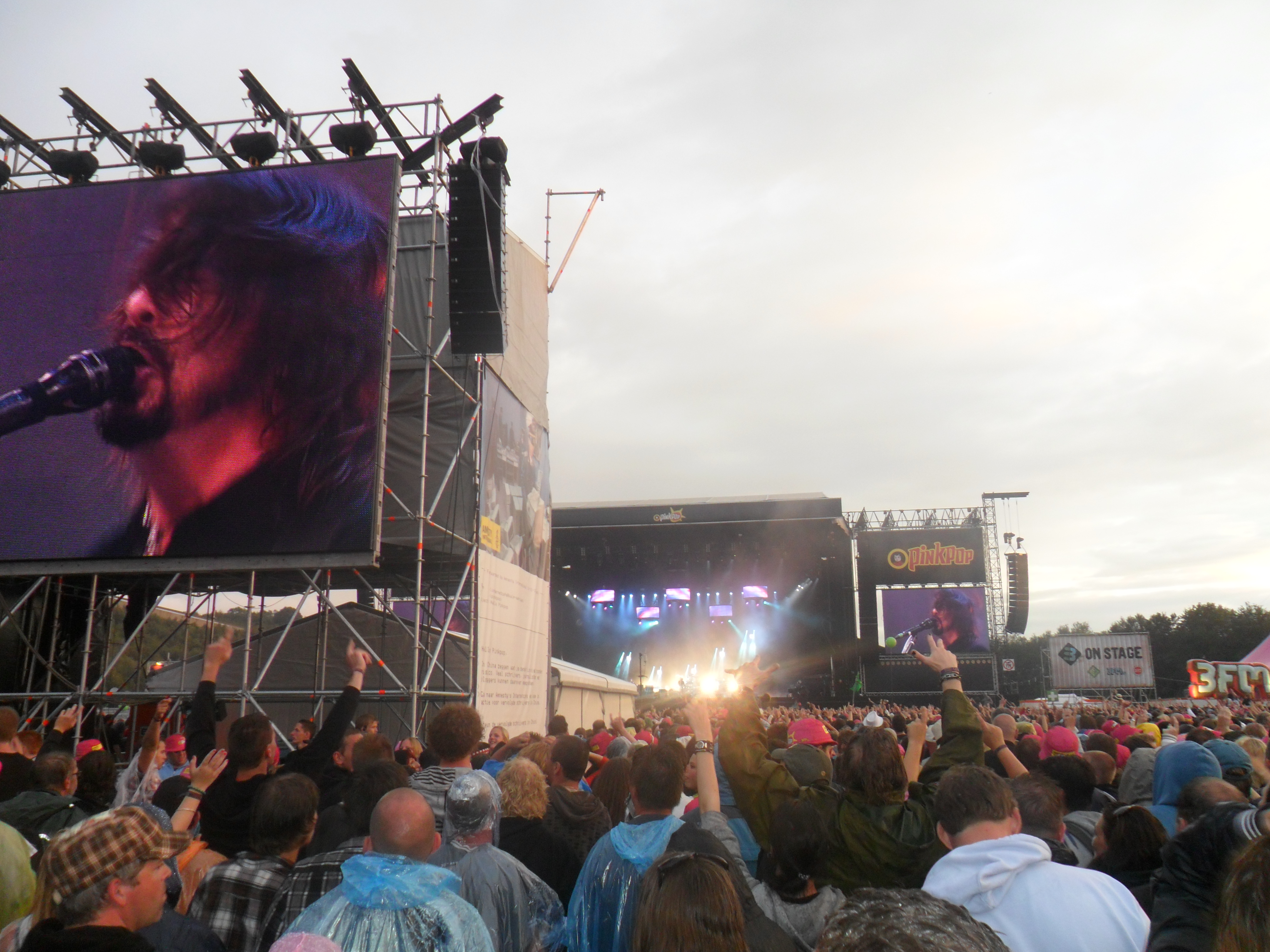
Foo Fighters 2011

2011 fand das Pinkpop-Festival wie gewohnt am Pfingstwochenende (11. bis 13. Juni) statt. Insgesamt nahmen 91.900 Besucher an der Veranstaltung teil.
| Tag               | Converse Stage                                                                             | Mainstage                                                                                                 | 3FM Stage                                                                  |
| ----------------- | ------------------------------------------------------------------------------------------ | --- | -------------------------------------------------------------------------- |
| Samstag, 11. Juni | - Madi - Ash - Selah Sue                                                                   | - De Staat - Lifehouse - Elbow - Coldplay                                                                 | - Manic Street Preachers - Simple Plan - Alter Bridge                      |
| Sonntag, 12. Juni | - Hanson - Cage the Elephant - Laura Jansen - The Bloody Beetroots Death Crew 77           | - Hurts - Tim Knol - Wolfmother - White Lies - Kings of Leon                                              | - Versaemerge - Justin Nozuka - Graffiti6 - Avenged Sevenfold              |
| Montag, 13. Juni  | - Plain White T’s - Beatsteaks - The Gaslight Anthem - The Script - Thirty Seconds to Mars | - Scouting for Girls - Two Door Cinema Club - Go Back to the Zoo - Volbeat - Kaiser Chiefs - Foo Fighters | - Dazzled Kid - Eliza Doolittle - All Time Low - Band of Horses - Deadmau5 |

### Pinkpop 2012

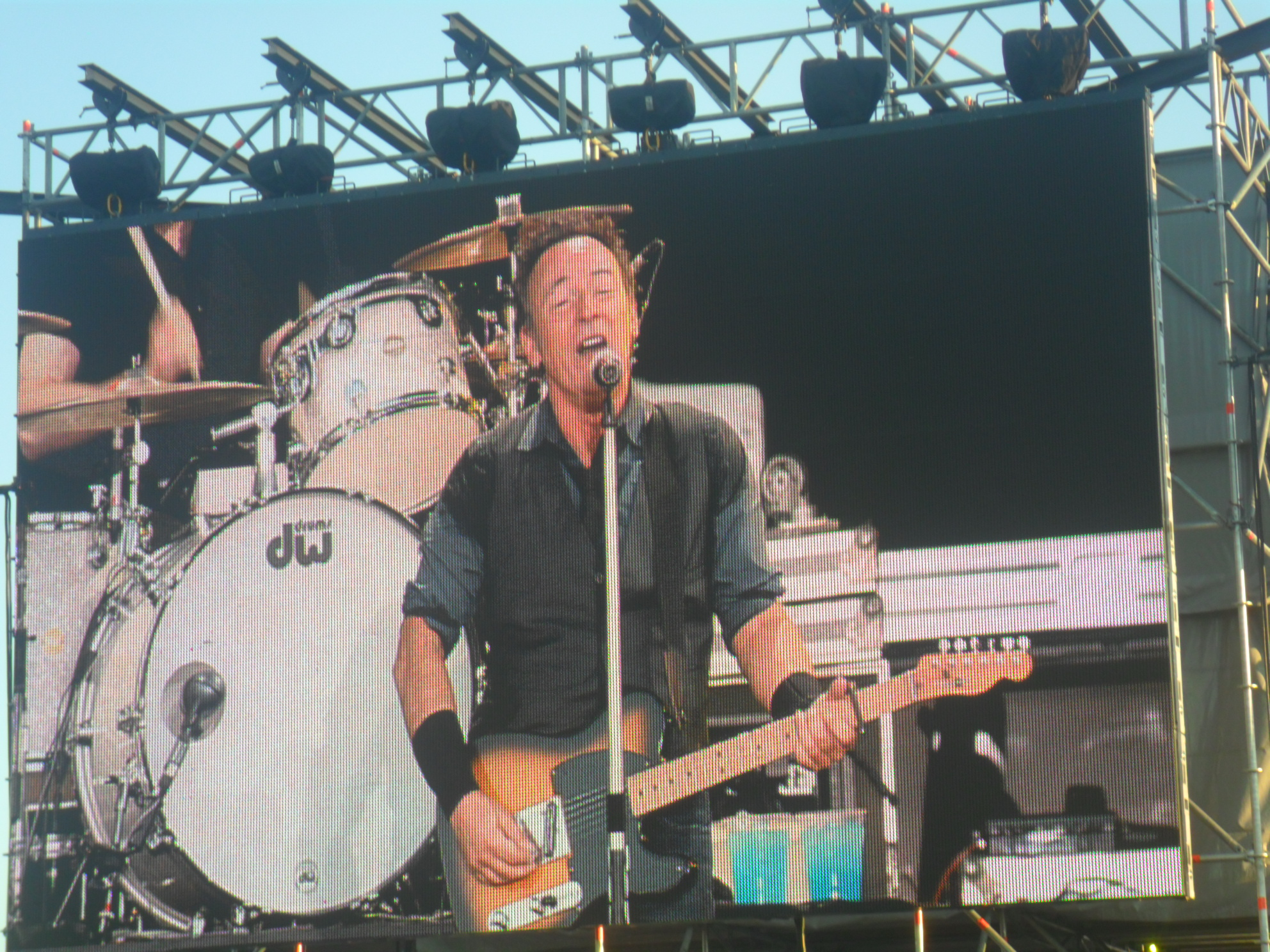
Bruce Springsteen 2012

Das Pinkpop 2012 fand vom 26. bis 28. Mai statt. Insgesamt besuchten 79.000 Besucher die Veranstaltung.
| Tag              | Converse Stage                                                                                      | Mainstage                                                                                             | 3FM Stage                                                                        |
| ---------------- | --------------------------------------------------------------------------------------------------- | --- | -------------------------------------------------------------------------------- |
| Samstag, 26. Mai | - Will and the People - The Afghan Whigs - Ben Howard                                               | - Moss - Kyuss lives! - Anouk - The Cure                                                              | - Major Tom - The Asteroids Galaxy Tour - The Ting Tings                         |
| Sonntag, 27. Mai | - Hungry Kids of Hungary - Bombay Bicycle Club - Sharon Jones & The Dap Kings - Chase & Status      | - Babylon Circus - Racoon - The Kyteman Orchestra - Soundgarden - Linkin Park                         | - The BossHoss - Mastodon - The Wombats - Keane                                  |
| Montag, 28. Mai  | - Serena Pryne & The Mandevilles - Jonathan Jeremiah - Miike Snow - Chef'Special - Paul Kalkbrenner | - Gers Padoel - Seasick Steve - The Specials - Mumford & Sons - Bruce Springsteen & The E Street Band | - Rival Sons - Blood Red Shoes - Herbert Grönemeyer - The Hives - James Morrison |

### Pinkpop 2013

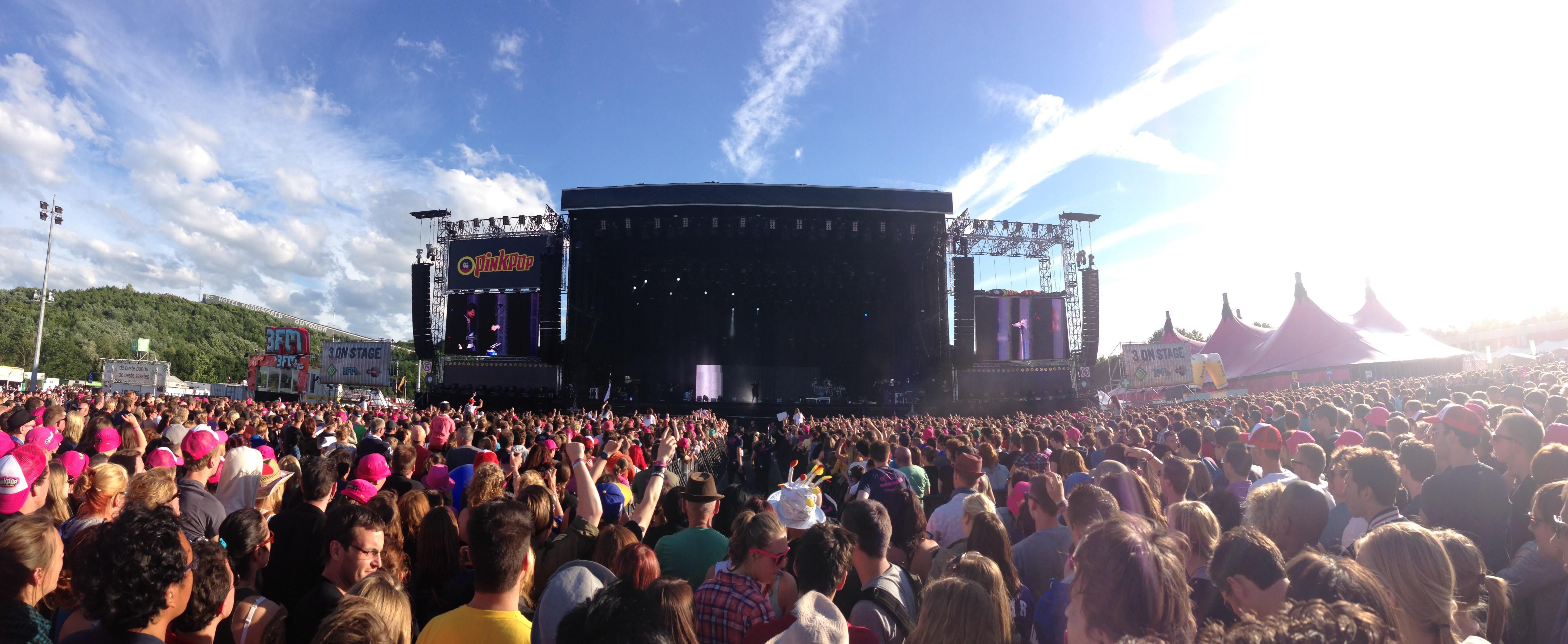
Hauptbühne 2013

Das Pinkpop 2013 fand vom 14. bis 16. Juni 2013 mit 60.000 Besuchern statt.
| Tag               | Brand Bier Stage                                                | Mainstage                                                                          | 3FM Stage                                                               |
| ----------------- | --------------------------------------------------------------- | ---------------------------------------------------------------------------------- | ----------------------------------------------------------------------- |
| Samstag, 14. Juni | - Christopher Green - Andy Burrows - Kodaline - Netsky          | - Handsome Poets - Paramore - The Script - The Killers                             | - Masters of Reality - Jimmy Eat World - Queens of the Stone Age        |
| Sonntag, 15. Juni | - Palma Violets - Graveyard - Miles Kane - Ellie Goulding - C2C | - La Pegatina - Passenger - The Opposites - Thirty Seconds to Mars - Kings of Leon | - Douwe Bob - FUN. - The Gaslight Anthem - Phoenix                      |
| Montag, 16. Juni  | - Puggy - Bastille - Lianne La Havas - Die Antwoord - Alt-J     | - Kensington - Will and the People - The Vaccines - Ben Howard - Green Day         | - Tom Odell - Trixie Whitley - Blaudzun - Stereophonics - Triggerfinger |

### Pinkpop 2014
Pinkpop 2014 fand vom 7.–9. Juni statt.
| Lineup           | Mainstage                                                             | 3FM Stage | Brand Bier Stage                                                                     | Stage 4                                                 |
| ---------------- | --------------------------------------------------------------------- | --- | ------------------------------------------------------------------------------------ | ------------------------------------------------------- |
| Samstag, 7. Juni | - Ed Kowalczyk - Flogging Molly - John Mayer - The Rolling Stones     | - Haim - Joe Bonamassa - Bastille                                                                                      | - Les Djinns - Thé Lau/The Scene - White Lies - Epica                                | - Paceshifters - Afterpartees - Gecko                   |
| Sonntag, 8. Juni | - Chef'Special - The Kooks - Ed Sheeran - Editors - Arctic Monkeys    | - North Mississippi Allstars - Limp Bizkit - Rudimental - Paolo Nutini* Robert Plant and the Sensational Spaceshifters | - Taymir - Portugal. The Man - Twenty One Pilots - The Boxer Rebellion - John Newman | - Nina Nesbitt - Intergalactic Lovers - Brother & Bones |
| Montag, 9. Juni  | - Mastodon - Rob Zombie - Biffy Clyro - Avenged Sevenfold - Metallica | - Jett Rebel - Kodaline - Stromae - Jake Bugg - Arcade Fire                                                            | - Clean Bandit - Ghost - Young the Giant - Bombay Bicycle Club - Gogol Bordello      | - Birth of Joy - Powerman 5000 - Kraantje Pappie        |

### Pinkpop 2015

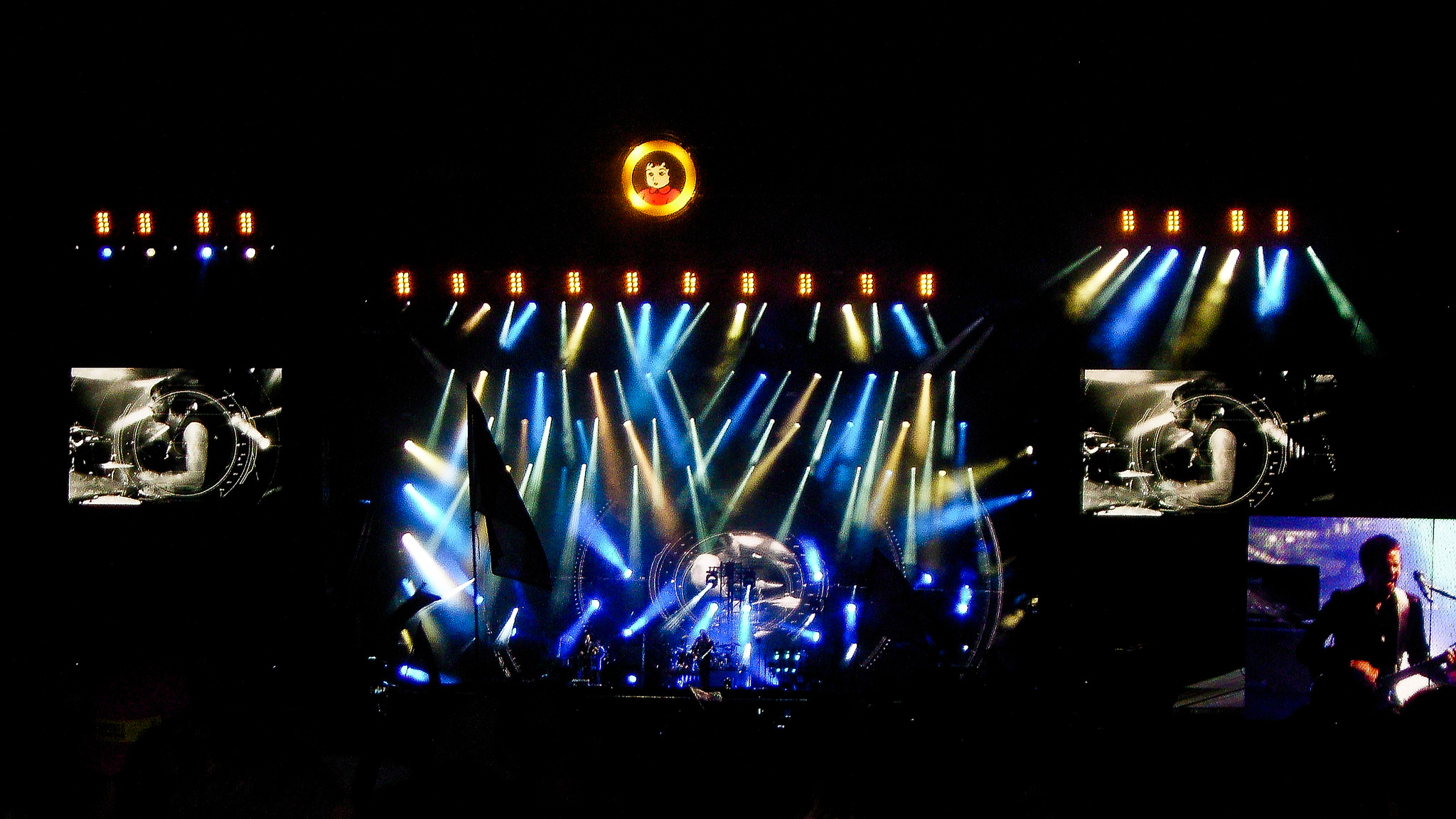
Muse (2015)

Pinkpop 2015 fand vom 12.–14. Juni statt (und damit zum vierten Mal nicht zu Pfingsten).
| Lineup            | Mainstage | 3FM Stage                                                                           | Brand Bier Stage                                                                     | Stage 4                                                                                        | Garden of Love |
| ----------------- | --- | ----------------------------------------------------------------------------------- | ------------------------------------------------------------------------------------ | ---------------------------------------------------------------------------------------------- | -------------- |
| Freitag, 12. Juni | - Body Count - George Ezra - Elbow - Muse * Shaka Ponk - Faith No More - Slash feat. Myles Kennedy & The Conspirators | - Jick Munro & The Amazing Laserbeams - Gavin James - Paloma Faith - Above & Beyond | - Coasts - Aurora - Pop Evil - DJs Waxfiend & Prime + Jebroer & Adje                 | - Anna Rune                                                                                    |                |
| Samstag, 13. Juni | - The Wombats - Dotan - Anouk - The Script - Robbie Williams                                                          | - The Last Internationale - Jonathan Jeremiah - Selah Sue - Kensington - Avicii     | - Gaz Coombes - Magic! - John Coffey - Sheppard - Eagles of Death Metal              | - Causes - Twin Atlantic - East Cameron Folklore - Lonely the Brave - Joost van Bellen         | - Judy Blank   |
| Sonntag, 14. Juni | - Frank Turner & The Sleeping Souls - Triggerfinger - OneRepublic - De Jeugd van Tegenwoordig - Pharrell Williams     | - Kitty, Daisy & Lewis - Typhoon - Rise Against - Counting Crows - Placebo          | - Urbanus & De Fanfaar - Nick Mulvey - Oscar and the Wolf - Kovacs - Fiddler’s Green | - Pierce Brothers - The Deaf - Peace - Ewert and the Two Dragons - Willie Wartaal & Doppelgang | - Polly Anna   |

### Pinkpop 2016
Pinkpop 2016 fand vom 10.–12. Juni statt (und damit zum fünften Mal nicht zu Pfingsten).
| Lineup            | Mainstage                                                                      | 3FM Stage                                                                                 | Brand Bier Stage                                                             | Stage 4                                                                              | Garden of Love |
| ----------------- | ------------------------------------------------------------------------------ | ----------------------------------------------------------------------------------------- | ---------------------------------------------------------------------------- | ------------------------------------------------------------------------------------ | -------------- |
| Freitag, 10. Juni | - The Common Linnets - Bastille - James Bay - Red Hot Chili Peppers            | - Gary Clark Jr. - Years & Years - Major Lazer                                            | - Storsky - Lukas Graham - Bear's Den - De Staat                             | - The Struts - Sara Hartman - One Ok Rock - Skip & Die (DJ-Set) & Friends            | - Clean Pete   |
| Samstag, 11. Juni | - Walk Off the Earth - James Morrison - Lianne La Havas - Doe Maar - Rammstein | - Imelda May - Halestorm - Skillet - De Staat - Puscifer                                  | - Miamigo - Lucas Hamming - Matt Simons - Nothing but Thieves - Robin Schulz | - The Sore Losers - Parquet Courts - Lucky Fonz III - Bazart - Noisia                | - Madi Hermens |
| Sonntag, 12. Juni | - Douwe Bob - John Newman - Kygo - Lionel Richie - Paul McCartney              | - Jungle by Night - Vintage Trouble - All Time Low - Bring Me the Horizon - Skunk Anansie | - Harts - St. Paul & The Broken Bones - Jamie Lawson - Tom Odell - Balthazar | - Walking on Cars - Slaves - The London Souls - Graveyard - Sevn Alias/Broederliefde | - Midas        |

### Pinkpop 2017

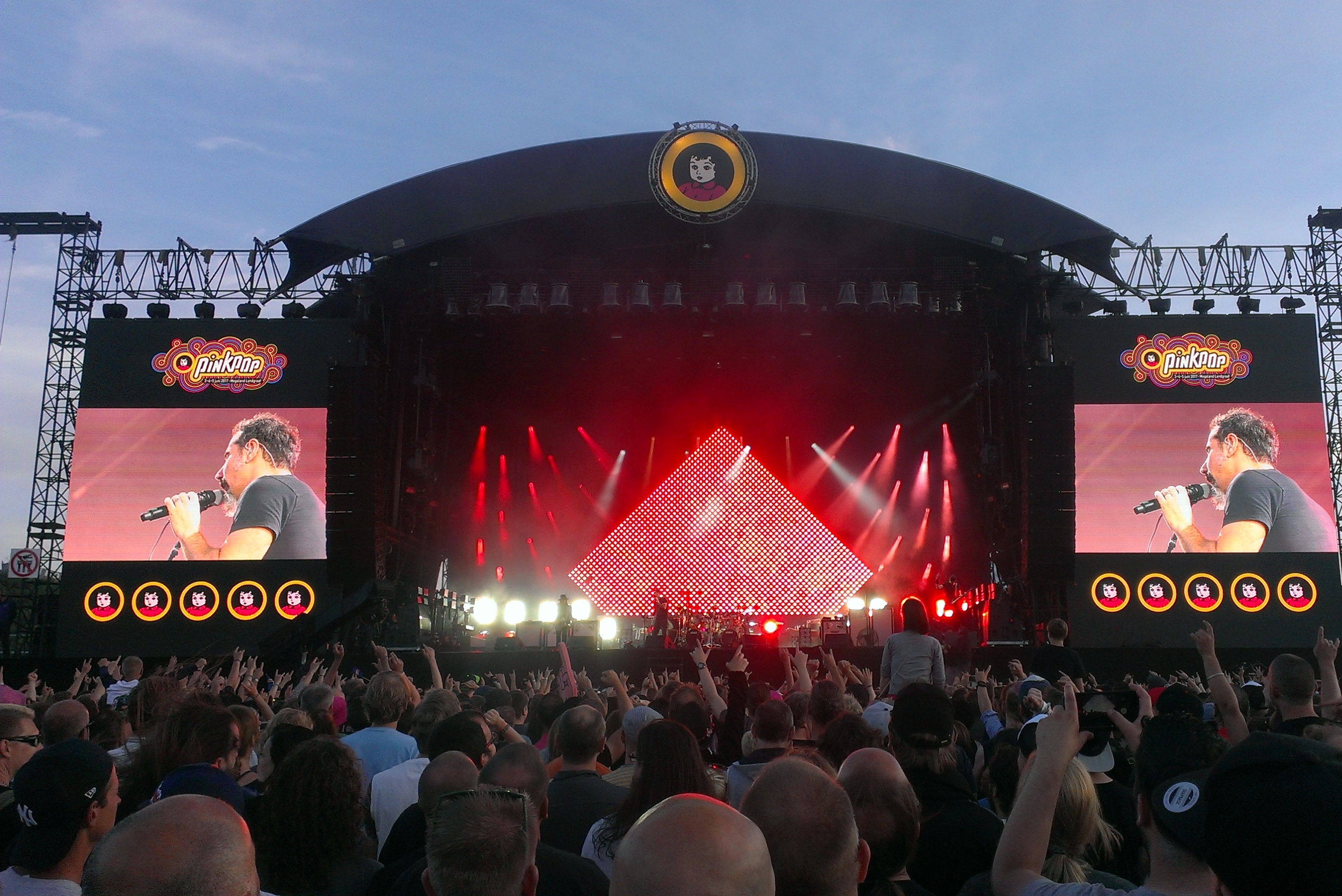
System of a Down (2017)

Pinkpop 2017 fand vom 3.–5. Juni statt.
| Lineup           | Mainstage                                                              | 3FM Stage                                                                           | Brightlands Stage                                                        | Stage 4                                                                   | Garden of Love    |
| ---------------- | ---------------------------------------------------------------------- | ----------------------------------------------------------------------------------- | ------------------------------------------------------------------------ | ------------------------------------------------------------------------- | ----------------- |
| Samstag, 3. Juni | - James TW - Chef'Special - Kensington - Justin Bieber - Martin Garrix | - White Lies - Kaiser Chiefs - Five Finger Death Punch                              | - The Ten Bells - Pierce Brothers - Crystal Fighters - Richard Ashcroft  | - Alma - Declan McKenna - Ronnie Flex & Deuxperience Band                 | - Lotte Walda     |
| Sonntag, 4. Juni | - Gavin James - Kodaline - Broederliefde - Imagine Dragons - Green Day | - Anne-Marie - James Arthur - Clean Bandit - Biffy Clyro - Sean Paul                | - Jack Savoretti - My Baby - The Charm the Fury - Birdy - Rancid         | - Undeclinable Ambuscade - Busty and the Bass - Amber Run - Bomba Estéreo | - Charl Delemarre |
| Montag, 5. Juni  | - Seasick Steve - Guus Meeuwis - Passenger - Live - Kings of Leon      | - Machine Gun Kelly - Rag'n'Bone Man - Sum 41 - Prophets of Rage - System of a Down | - Gutter-Dämmerung - Oh Wonder - Liam Gallagher - Fat Freddy’s Drop - MØ | - Midas - Don Broco - Chris Ayer - JP Cooper                              | - Gerson Main     |

### Pinkpop 2018

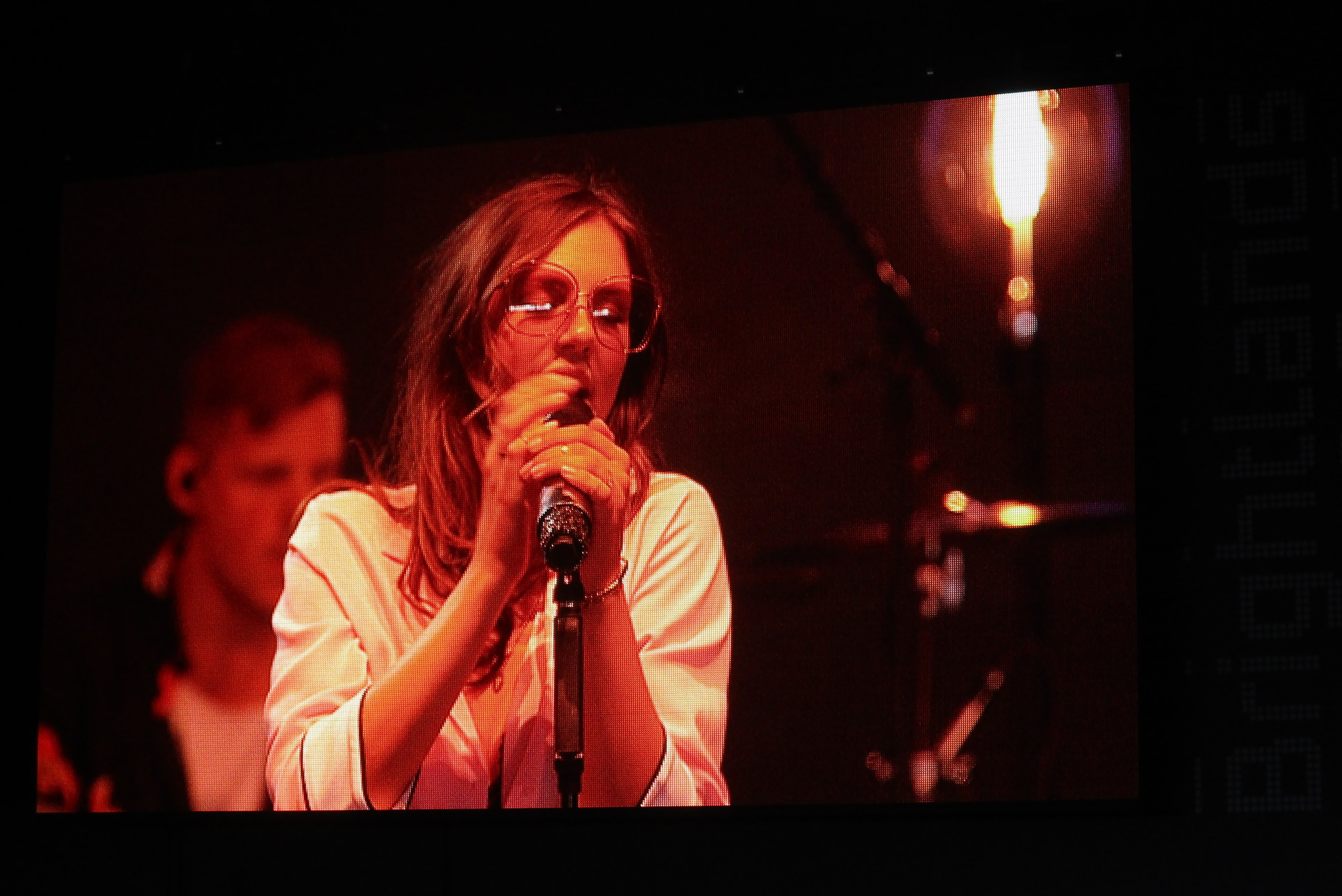
Maan

Das Pinkpop 2018 fand vom 15. bis 17. Juni mit 113.500 Besuchern statt.
| Lineup            | Mainstage                                                                                | IBA Parkstad Stage                                                                                         | Brightlands Stage                                                                   | Stage 4                                                          | Garden of Love |
| ----------------- | ---------------------------------------------------------------------------------------- | --- | ----------------------------------------------------------------------------------- | ---------------------------------------------------------------- | -------------- |
| Samstag, 15. Juni | - Lil Kleine - Bløf - Snow Patrol - Pearl Jam                                            | - Jess Glynne - Oh Wonder - The Offspring                                                                  | - Walden - The Last Internationale - Blaudzun - Oliver Heldens                      | - Slydigs - The Academic - Donnie                                | - Aicha Cherif |
| Sonntag, 16. Juni | - Walking on Cars - Miss Montreal - Nothing but Thieves - The Script - Foo Fighters      | - JP Cooper - Parov Stelar - A Perfect Circle - Noel Gallagher’s High Flying Birds                         | - Marmozets - Aurora - Sevn Alias - Alan Walker                                     | - Theo Lawrence & The Hearts - Gang of Youths - Youngr - De Likt | - Riley Pearce |
| Montag, 17. Juni  | - Ronnie Flex & Deuxperience - Jessie J - Di-rect - Editors - DJ Rashida - Mouse on Mars | - Michelle David & The Gospel Sessions - Milky Chance - Years & Years - Triggerfinger - Oscar and the Wolf | - Cloves - Maan - Brian Fallon & The Howling Weather - Don Diablo - Greta Van Fleet | - Tom Walker - The Overslept - Scarlet Pleasure - Sigrid         | - Blackbird    |

### Pinkpop 2019
Pinkpop 2019 fand vom 8.–10. Juni statt.
| Lineup           | Mainstage                                                                                        | IBA Parkstad Stage                                                                   | Brightlands Stage                                                             | Stage 4                                                         | Garden of Love |
| ---------------- | ------------------------------------------------------------------------------------------------ | ------------------------------------------------------------------------------------ | ----------------------------------------------------------------------------- | --------------------------------------------------------------- | -------------- |
| Samstag, 8. Juni | - Bazart - George Ezra - Anouk - Jamiroquai - Mumford & Sons                                     | - Syml - Golden Earring - Cage the Elephant - Jacob Banks - Elbow                    | - Mt. Atlas - Yungblud - Davina Michelle - Halestorm - San Holo               | - Grace Carter - Badflower - Hippo Campus - Jacin Trill & Leafs | - Soham De     |
| Sonntag, 9. Juni | - Kraantje Pappie - The Kooks - Krezip - Lenny Kravitz - The Cure                                | - White Lies - Rowwen Hèze - J Balvin - Die Antwoord                                 | - Blood Red Shoos - Jack Savoretti - Miles Kane - Mark Ronson                 | - Au/Ra - Confidence Man - Barns Courtney - Boef                | - Nana Adjoa   |
| Montag, 10. Juni | - Jett Rebel - The 1975 - Slash Feat Myles Kennedy & The Conspirators - Bastille - Fleetwood Mac | - The Bosshoss - Bring Me the Horizon - Tenacious D - Dropkick Murphys - Major Lazer | - Indian Askin - Kovacs - The Pretenders - Duncan Laurence - Michael Kiwanuka | - Coldrain - Coely - Palaye Royale - DeWolff                    | - David Keenan |

### Pinkpop 2020/2021
Die Veranstaltung wurde auf Grund der COVID-19-Pandemie in den Jahren 2020 und 2021 ausgesetzt.

### Pinkpop 2022
Das Pinkpop 2022 fand zwischen dem 17. und 19. Juni statt.
| Lineup            | South Stage                                                                                       | IBA Parkstad Stage                                              | Tent Stage                                                                                   | Stage 4                                                                                   |
| ----------------- | ------------------------------------------------------------------------------------------------- | --------------------------------------------------------------- | -------------------------------------------------------------------------------------------- | ----------------------------------------------------------------------------------------- |
| Freitag, 17. Juni | - My Baby - Danny Vera - Nightwish - Twenty One Pilots - Metallica                                | - Floor Jansen - Idles - Greta Van Fleet - Nothing but Thieves  | - Elle Hollis - Antoon - Blaudzun - Froukje - Parcels                                        | - Ten Times a Million - JC Stewart - Smash into Pieces - Grandson - WIES - Sylvie Kreusch |
| Samstag, 18. Juni | - Ronnie Flex & The Fam - Crowded House - Kaleo - Måneskin - Pearl Jam                            | - Son Mieux - Selah Sue - Chef´Special - Deftones - Royal Blood | - Nona - Frank Carter & The Rattlesnakes - Courtney Barnett - Tones and I - Lost Frequencies | - Ramkot - Remme - Saint Phnx - KennyHoopla - The Last Internationale - Mimi Webb         |
| Sonntag, 19. Juni | - Maan - Ziggy Marley: A Tribute to His Father - De Staat - Nile Rodgers & Chic - Imagine Dragons | - Joost - Turnstile - Zara Larsson - Dermot Kennedy - Volbeat   | - Navarone - Mother Mother - Inhaler - Interpol - Eefje de Visser                            | - Dead Poet Society - W.H. Lung - Hang Youth - Meau - Sea Girls - Rare Americans          |

### Pinkpop 2023
Das Pinkpop 2023 fand vom 16. und 18. Juni 2023 statt. Aufgetreten sind:
| Lineup            | South Stage                                                               | Noord                                                                                     | Tent                                                              | Stage 4                                                                         |
| ----------------- | ------------------------------------------------------------------------- | ----------------------------------------------------------------------------------------- | ----------------------------------------------------------------- | ------------------------------------------------------------------------------- |
| Freitag, 16. Juni | - Frenna Deluxe - Ellie Goulding - Niall Horan - The War on Drugs - Pink  | - Picture This - Electric Callboy - The Lumineers - Editors                               | - Madoux - Maisie Peters - The Haunted Youth - The Hu - Altın Gün | - Lauren Sanderson - ADF Samski - Sera - Nova Twins - Goldkimono - Bente        |
| Samstag, 17. Juni | - Xavier Rudd - Rondé - Hollywood Vampires - The Script - Robbie Williams | - Kevin & The Animals - Daði Freyr - Disturbed - The Black Keys - Queens of the Stone Age | - DeWolff - Zwangere Guy - The Driver Era - Tove Lo - GO A        | - The Big Moon - Hot Milk - Sons - The Jordan - Blackwave - Prins S. En De Geit |
| Sonntag, 18. Juni | - DMA’s - Di-rect - Goldband - OneRepublic - Red Hot Chili Peppers        | - Donnie - Nielson - Tash Sultana - Tom Odell - Machine Gun Kelly                         | - Only the Poets - Gayle - I Prevail - Jungle by Night - Warpaint | - Robin Kestner - Orange Skyline - Upsahl - Brutus - The Lathums - Dylan        |

### Pinkpop 2024
Das Pinkpop 2024 fand vom 21. bis zum 23. Juni 2024 statt.
| Lineup            | South Stage                                                                 | IBA Parkstad Stage                                                                    | Brightlands Stage                                                                                           | Stage 4                                                                                       |
| ----------------- | --------------------------------------------------------------------------- | ------------------------------------------------------------------------------------- | --- | --------------------------------------------------------------------------------------------- |
| Freitag, 21. Juni | - Palaye Royale - Acda en De Munnik - Yungblud - Avril Lavigne - Måneskin   | - Cian Ducrot - Babymetal - Royal Blood - Keane                                       | - Jiri11 - Skindred - Polyphia - S10 - Nathaniel Rateliff & The Night Sweats - Tinlicker                    | - Kawala - Aviva - Dagny - Nieve Ella - Fleddy Melculy - Pommelien Thijs - Mell VF            |
| Samstag, 18. Juni | - Joost - The Analogues - Froukje - Louis Tomlinson - Anouk - Calvin Harris | - Douwe Bob - Corey Taylor - De Jeugd Van Tegewoordi - Pendulum - Nothing but Thieves | - Gideon Luciana - Matt Maltese - Against the Current - Lauren Spencer-Smith - Oliver Heldens - John Coffey | - Dead Pony - Chinchilla - Lottery Winners - James Marriot - Ploegendienst - The Vices - Tors |
| Sonntag, 19. Juni | - Meute - Davina Michelle - Greta Van Fleet - Hozier - Ed Sheeran           | - Ilse DeLange - Loreen - James Arthur - Limp Bizkit - Sam Smith                      | - Sea Girls - Dool - The Interrupters - Calum Scott - Jane’s Addiction                                      | - Ruby Waters - Gunmoll - The K's - Beth McCarty - Henry Moodie - Yin Yin - ClockClock        |